# Axiom Mission 4
Az Axiom Mission 4 (vagy Ax-4) egy magán űrmisszió a Nemzetközi Űrállomásra. 
A járat 2024 októberében indult volna, de 2024 augusztusában a NASA jelezte, hogy 2025 június előtt nem kerül rá sor. Több halasztást követően, június 22-re került az indítás dátuma. Az űrhajósok továbbra is karanténban maradnak, hogy elindulhassanak, amint az űrállomás képes őket fogadni. A NASA ismét elhalasztotta az indítást, ezennel június 25-re, hogy megbizonyosodhassanak a Nemzetközi Űrállomás Zvezda moduljának javításának sikerességéről. 
Június 25-én, magyar idő szerint 8:31-kor indultak. Az űrhajó a felszállás után a Grace nevet kapta.
A küldetés legalább 14 napig fog tartani. Az Axiom Space üzemelteti és egy SpaceX Crew Dragon űrszondát használnak.
Az űrhajó a floridai Kennedy Űrközpontból szállt fel, Falcon 9 hordozórakétával. A Hír TV élőben közvetítette.
A repülés a NASA-val együttműködve történik, és az Axiom Space negyedik repülése.

## Személyzet
| Beosztás              | Kereskedelmi űrhajós                                     | Kereskedelmi űrhajós                                     |
| --------------------- | -------------------------------------------------------- | -------------------------------------------------------- |
| Küldetésparancsnok    | Peggy Whitson, Axiom Space Ötödik űrrepülés              | Peggy Whitson, Axiom Space Ötödik űrrepülés              |
| Pilóta                | Shubhanshu Shukla, ISRO Első űrrepülés                   | Shubhanshu Shukla, ISRO Első űrrepülés                   |
| Küldetésspecialista 1 | Sławosz Uznański-Wiśniewski, ESA/POLSA Első űrrepülés    | Sławosz Uznański-Wiśniewski, ESA/POLSA Első űrrepülés    |
| Küldetésspecialista 2 | Kapu Tibor, Magyar Űrkutatási Iroda HUNOR Első űrrepülés | Kapu Tibor, Magyar Űrkutatási Iroda HUNOR Első űrrepülés |

A hajózó személyzet tagja a veterán űrhajósnő az Egyesült Államokból, Peggy Whitson és további három űrhajós: az indiai Shubhanshu Shukla, a lengyel Sławosz Uznański és a magyar Kapu Tibor. 